# Iolana protogenes
Iolana protogenes är en fjärilsart som beskrevs av Hans Fruhstorfer 1917. Iolana protogenes ingår i släktet Iolana och familjen juvelvingar. Inga underarter finns listade i Catalogue of Life.